# Aricia discreta
Aricia discreta är en fjärilsart som beskrevs av Tutt 1912. Aricia discreta ingår i släktet Aricia och familjen juvelvingar. Inga underarter finns listade i Catalogue of Life.